# Harcourt Williams
Harcourt Williams (Croydon, 30 marzo 1880 – Londra, 13 dicembre 1957) è stato un attore e regista inglese.

## Biografia
Come regista teatrale ha diretto dal 1929 al 1934 l'Old Vic di Londra, reclutando attori come John Gielgud e Ralph Richardson.
Dagli anni Quaranta è stato attivo come attore nel cinema. Ha recitato in decine di pellicole, fra le quali Vacanze romane. Dagli anni Cinquanta ha recitato anche in film e serie per la televisione.

## Filmografia parziale

### Cinema
- Enrico V (Henry V), regia di Laurence Olivier (1944)
- Brighton Rock, regia di John Boulting (1947)
- Vice versa, regia di Peter Ustinov (1948)
- Amleto (Hamlet), regia di Laurence Olivier (1948)
- Il duca e la ballerina (Trottie True), regia di Brian Desmond Hurst (1949)
- The Lost People, regia di  Muriel Box e Bernard Knowles (1949)
- La gabbia d'oro (Cage of Gold), regia di Basil Dearden (1950)
- Vacanze romane (Roman Holiday), regia di William Wyler (1953)
- Terrore sul treno (Time Bomb), regia di Ted Tetzlaff (1953)
- L'arciere del re (Quentin Durward), regia di Richard Thorpe (1955)
- Il giro del mondo in 80 giorni (Around the World in 80 Days), regia di Michael Anderson (1956)
- L'isola nel sole (Isle in the Sun), regia di Robert Rossen (1957)

### Televisione
- Douglas Fairbanks, Jr., Presents - serie TV, episodio 3x14 (1954)